# Yonaguni
La isla Yonaguni (与那国島 Yonaguni Jima?) es una pequeña isla de Japón, perteneciente al grupo de las islas Ryukyu. Está a unos 480 km al suroeste de la isla de Okinawa y situada también al oriente de la isla de Taiwán. Tiene una superficie de 28,88 km² y 1684 habitantes en el año 2009. La temperatura media anual es de 23,9 °C, con unas precipitaciones anuales de 3000 mm.
En la isla Yonaguni se habla un idioma propio, el idioma yonaguni. 

## Clima
| Parámetros climáticos promedio de Yonaguni (1991-2020) | Parámetros climáticos promedio de Yonaguni (1991-2020) | Parámetros climáticos promedio de Yonaguni (1991-2020) | Parámetros climáticos promedio de Yonaguni (1991-2020) | Parámetros climáticos promedio de Yonaguni (1991-2020) | Parámetros climáticos promedio de Yonaguni (1991-2020) | Parámetros climáticos promedio de Yonaguni (1991-2020) | Parámetros climáticos promedio de Yonaguni (1991-2020) | Parámetros climáticos promedio de Yonaguni (1991-2020) | Parámetros climáticos promedio de Yonaguni (1991-2020) | Parámetros climáticos promedio de Yonaguni (1991-2020) | Parámetros climáticos promedio de Yonaguni (1991-2020) | Parámetros climáticos promedio de Yonaguni (1991-2020) | Parámetros climáticos promedio de Yonaguni (1991-2020) |
| Mes                                                    | Ene.                                                   | Feb.                                                   | Mar.                                                   | Abr.                                                   | May.                                                   | Jun.                                                   | Jul.                                                   | Ago.                                                   | Sep.                                                   | Oct.                                                   | Nov.                                                   | Dic.                                                   | Anual                                                  |
| ------------------------------------------------------ | ------------------------------------------------------ | ------------------------------------------------------ | ------------------------------------------------------ | ------------------------------------------------------ | ------------------------------------------------------ | ------------------------------------------------------ | ------------------------------------------------------ | ------------------------------------------------------ | ------------------------------------------------------ | ------------------------------------------------------ | ------------------------------------------------------ | ------------------------------------------------------ | ------------------------------------------------------ |
| Temp. máx. abs. (°C)                                   | 27.5                                                   | 27.7                                                   | 29.0                                                   | 30.4                                                   | 33.1                                                   | 34.2                                                   | 35.5                                                   | 34.6                                                   | 34.4                                                   | 33.9                                                   | 30.2                                                   | 28.0                                                   | 35.5                                                   |
| Temp. máx. media (°C)                                  | 20.7                                                   | 21.3                                                   | 23.0                                                   | 25.5                                                   | 28.0                                                   | 30.3                                                   | 31.7                                                   | 31.4                                                   | 30.0                                                   | 27.8                                                   | 25.3                                                   | 22.2                                                   | 26.4                                                   |
| Temp. media (°C)                                       | 18.5                                                   | 19.0                                                   | 20.5                                                   | 23.0                                                   | 25.4                                                   | 27.9                                                   | 28.9                                                   | 28.7                                                   | 27.5                                                   | 25.4                                                   | 23.1                                                   | 20.1                                                   | 24                                                     |
| Temp. mín. media (°C)                                  | 16.6                                                   | 17.0                                                   | 18.3                                                   | 20.9                                                   | 23.4                                                   | 26.0                                                   | 26.8                                                   | 26.4                                                   | 25.3                                                   | 23.6                                                   | 21.3                                                   | 18.2                                                   | 22                                                     |
| Temp. mín. abs. (°C)                                   | 7.7                                                    | 8.4                                                    | 9.0                                                    | 12.1                                                   | 15.0                                                   | 17.6                                                   | 21.9                                                   | 21.7                                                   | 18.2                                                   | 16.2                                                   | 11.4                                                   | 9.1                                                    | 7.7                                                    |
| Precipitación total (mm)                               | 187.2                                                  | 163.6                                                  | 163.7                                                  | 153.0                                                  | 207.3                                                  | 162.3                                                  | 125.3                                                  | 213.0                                                  | 285.7                                                  | 238.5                                                  | 222.6                                                  | 200.8                                                  | 2323                                                   |
| Días de lluvias (≥ 1 mm)                               | 15.8                                                   | 13.6                                                   | 13.4                                                   | 11.1                                                   | 11.3                                                   | 9.3                                                    | 8.4                                                    | 10.4                                                   | 11.7                                                   | 10.8                                                   | 13.6                                                   | 15.7                                                   | 145.1                                                  |
| Horas de sol                                           | 52.8                                                   | 60.3                                                   | 88.1                                                   | 104.7                                                  | 142.3                                                  | 182.3                                                  | 257.9                                                  | 227.4                                                  | 180.9                                                  | 132.2                                                  | 86.0                                                   | 59.0                                                   | 1573.9                                                 |
| Humedad relativa (%)                                   | 75                                                     | 76                                                     | 77                                                     | 79                                                     | 81                                                     | 83                                                     | 80                                                     | 81                                                     | 79                                                     | 75                                                     | 76                                                     | 74                                                     | 78                                                     |
| Fuente n.º 1: Agencia Meteorológica de Japón           |                                                        |                                                        |                                                        |                                                        |                                                        |                                                        |                                                        |                                                        |                                                        |                                                        |                                                        |                                                        |                                                        |
| Fuente n.º 2: Agencia Meteorológica de Japón           |                                                        |                                                        |                                                        |                                                        |                                                        |                                                        |                                                        |                                                        |                                                        |                                                        |                                                        |                                                        |                                                        |

## Historia
Unida al continente hasta el final de la última glaciación, allí se desarrollaron las famosas estructuras que, en tiempos actuales, son todavía objeto de polémica. 
La mayoría de las Islas Sakishima cayeron bajo control del Reino de Ryūkyū a finales del siglo XV. Yonaguni, sin embargo, se mantuvo independiente hasta 1522.
En el siglo XVII (1609), fue anexada al feudo japonés de Satsuma. Para 1879, la isla fue incorporada de manera formal al país y de 1945 a 1972 fue ocupada por Estados Unidos, aunque posteriormente fue devuelta a Japón, formando parte de la prefectura de Okinawa.

## En la cultura popular
El artista puertorriqueño Bad Bunny lanzó un sencillo titulado Yonaguni.